# Бад-Зудероде
Бад-Зудероде (нем. Bad Suderode) — община в Германии, в земле Саксония-Анхальт. 
Входит в состав района Кведлинбург. Подчиняется управлению Гернроде/Харц.  Население составляет 1858 человек (на 31 декабря 2006 года). Занимает площадь 8,21 км².